# 外国人観光旅客の来訪の促進等による国際観光の振興に関する法律
外国人観光旅客の来訪の促進等による国際観光の振興に関する法律（がいこくじんかんこうりょきゃくのらいほうのそくしんとうによるこくさいかんこうのしんこうにかんするほうりつ、平成9年法律第91号）は、1997年6月18日に公布された日本の法律。通称は「外客来訪促進法」「外客誘致法」「国際観光振興法」など。

## 目的
この法律は、外国人観光旅客の来訪を促進することが日本の経済社会の発展及び地域経済の活性化のために重要な課題であるとともに日本に対する理解の増進に資するものであること並びに国際観光旅客の往来を促進することが国際交流の拡大に資するものであることに鑑み、観光先進国の実現に向けた観光基盤の拡充及び強化を図るため、外国人観光旅客の来訪を促進するための措置及び国際観光の振興に資する施策に必要な経費の財源に関する特別の措置を講ずることにより、国際観光の振興を図り、もって日本の観光及びその関連産業の国際競争力の強化並びに地域経済の活性化その他の地域の活力の向上に寄与することを目的とする。